# René Dugas
René François Dugas (* 11. August 1897 in Caen; † 15. Juni 1957 in Paris) war ein französischer Ingenieur und Wissenschaftshistoriker. 
Er studierte an der École polytechnique (Zulassung 1919) und an der Ecole des Mines, war Bergbauingenieur und hauptberuflich bei der nationalen französischen Eisenbahngesellschaft (SNCF). Daneben hielt er Vorlesungen an der École polytechnique (er war dort 1942 bis 1955 Maitre de Conferences) und der École des Mines (Chargé du Cours 1940 bis 1944).
Mit der Geschichte der Mechanik befasste er sich in seiner Freizeit und ist hier für zwei Bücher bekannt, die 1950 und 1954 erschienen.

## Schriften
- La méthode dans la mécanique des quanta (axiomatique, déterminisme et représentations), Paris: Hermann 1935
- Essai sur l’incompréhension mathématique, Paris: Vuibert 1940
- La mécanique au XVII siècle, des antécédents scolastiques à la pensée classique, Paris: Dunod 1954
- Histoire de la mécanique, Neuchâtel, Éditions du Griffon, 1950 (Vorwort Louis de Broglie)
  - Englische Übersetzung: A history of mechanics, London: Routledge & Paul 1955, Dover 1988 (Übersetzer J. R. Maddox)
- La théorie physique au sens de Boltzmann et ses prolongements modernes, Neuchâtel, Éditions du Griffon, 1959